# Liste der abgegangenen Heilbronner Gebäude und Denkmäler
Diese Seite stellt verlorene Baudenkmäler in Heilbronn vor, die von besonderer architektonischer Bedeutung waren oder eine wichtige Rolle in der Geschichte der Stadt Heilbronn gespielt haben und die entweder beim Luftangriff auf Heilbronn zerstört wurden oder aus anderen Gründen inzwischen abgegangen sind.

## Vorbemerkung
Die Stadt Heilbronn hat eine reiche Tradition als Patrizier- und Reichsstadt seit dem 13. Jahrhundert. In der historischen Altstadt bestanden hunderte von Bauten aus allen Epochen der wechselvollen Geschichte. Bis auf sehr wenige Ausnahmen befanden sich die ältesten Gebäude naturgemäß im historischen Siedlungskern, der sich längs des Neckars zwischen Bollwerkturm und Götzenturm und in östliche Richtung bis zur Allee erstreckt und der seit spätestens 1225 von einer rechteckigen Stadtmauer und Gräben umgeben war.
Bedeutende Bauvorhaben in der Reichsstadt (ab 1371) gingen insbesondere vom Rat aus, der der städtischen Wirtschaft entsprechend plante und baute. Auf den Neckarinseln Kraneninsel und Hefenweiler entstanden erste Industrie-Ansiedlungen außerhalb der Stadtmauern. Die Auswirkungen des Dreißigjährigen Krieges 1618–1648, des Pfälzischen Erbfolgekrieges 1688 sowie eines Stadtbrandes 1734 trugen zur Veränderung des Stadtbildes bei. Die Heilbronner Allee entstand, als der östliche Stadtgraben zur Erweiterung der Stadt zugeschüttet wurde. Während einer ersten Blüte des Bürgertums im 18. Jahrhundert entstanden prächtige Rokoko-Bauten.
Neuzeitlicher Städtebau setzte in Heilbronn um 1830 ein, als die ersten Städtebauplanungen vom Stadtbaumeister Louis de Millas erstellt und verwirklicht wurden, als deren Resultat u. a. die Bahnhofsvorstadt und die südöstlich gelegenen Heilbronner Villenviertel entstanden. Gegen Ende des 19. Jahrhunderts, nach einem umfassenden Städtebauplan von Reinhard Baumeister ab 1872, wurden beeindruckende Bauwerke in der Stadt errichtet, in denen sich der inzwischen erfolgte wirtschaftliche Aufschwung ausdrückte, z. B. das schlossartige Postamt am Neckar, aber auch mehrere größere Kasernenkomplexe.
Die Prachtbauten um 1900 sowie mittelalterliche Patrizierhäuser, Verwaltungs- und Sakralbauten waren üblicherweise aus dem rings um Heilbronn gewonnenen Sandstein errichtete Steinhäuser, die meist drei- oder viergeschossigen Wohnhäuser waren dagegen überwiegend in oberdeutscher Fachwerkbauweise mit überkragenden Geschossen ausgeführt. Ab etwa 1850 kam es in Mode, Fachwerkhäuser nachträglich zu verputzen und so das Fachwerk zu verbergen. Später ging man wieder dazu über, mit Sichtfachwerk zu bauen bzw. bei Renovierungen nachträglich verputztes Fachwerk freizulegen.
Beim Luftangriff auf Heilbronn am 4. Dezember 1944 gingen viele der Baudenkmäler verloren. Insgesamt wurden über 5000 Bauwerke zerstört. Nur fünf Gebäude in der Innenstadt (darunter das Fleischhaus) haben den Luftangriff überdauert, wenige weitere Baudenkmäler wie das Rathaus und die Kilianskirche wurden rekonstruiert. Der Wiederaufbau der Innenstadt folgte den historischen Quartieren, wobei sich das Gesicht der Stadt vollkommen änderte. Einige Gebäude wurden durch funktionale Neubaute ersetzt (z. B. der Hauptbahnhof und die Harmonie).
Zu den verlorenen Gebäuden der Nachkriegszeit zählen solche Bauten, die wie das Stadtbad am Wollhausplatz der Umgestaltung der Innenstadt zur Fußgängerzone zu Beginn der 1970er Jahre weichen mussten sowie die militärischen Einrichtungen wie das Jägerhaus-Krankenhaus oder die verschiedenen Kasernen, die ab den 1990er Jahren abgerissen wurden.

## Sakralbauten

### Jüdische Einrichtungen am Kieselmarkt
Die Zweite Heilbronner Synagoge neben anderen jüdischen Einrichtungen datiert möglicherweise ins 11. Jahrhundert. Die Gebäude und ein alter Judenfriedhof wurden bereits im 15. Jahrhundert von der Stadt erworben und überbaut.

### Katharinenspitalkirche
Die Katharinenspitalkirche wurde als Teil des 1306 gegründeten Katharinenspitals im 14. Jahrhundert als Kapelle begründet, nach dem Brand 1624 im Stil der Renaissance wiederaufgebaut und bis 1807 für Gottesdienste genutzt. Auf das Katharinenspital geht das städtische Krankenhauswesen von Heilbronn zurück. Nach dem Neubau dreier Spital-/Krankenhausbauten am Sülmer Tor bzw. in der Paulinenstraße wurden die Gebäude des Katharinenspitals mitsamt der Kirche 1871 abgerissen.

### Beginenhaus bei St. Wolfgang
Vom 14. Jahrhundert an bildete das Beginenhaus bei St. Wolfgang in der Lammgasse ein geistiges Zentrum der Stadt. Es wurde 1944 zerstört.

### Karmeliterkloster
Die Gründung des Karmeliterklosters geht auf das 15. Jahrhundert zurück, das Bauwerk wurde 1632 zerstört. Das Karmeliter-Konventshaus am Kirchhöfle wurde im Zweiten Weltkrieg schwer beschädigt und nach dem Krieg abgerissen.

### Synagoge
Die Heilbronner Synagoge wurde 1877 erbaut, 1938 niedergebrannt und 1940 abgetragen.

### Friedenskirche
Die Friedenskirche befand sich im heutigen Friedenspark und wurde von 1896 bis 1899 nach Plänen der Architekten Johannes Vollmer und Heinrich Jassoy erbaut. Die Kirche wurde bei Luftangriffen am 8. November und 4. Dezember 1944 schwer beschädigt. 1948 wurde der einsturzgefährdete Turmhelm der Ruine abgetragen. Nach kontroverser Diskussion wurde die Ruine 1952 entfernt.
Der Turm der Friedenskirche, das höchste Bauwerk Heilbronns, überragte mit einer Höhe von 77 m auch den Kiliansturm. Beschädigt durch den Luftangriff auf Heilbronn wurde am 25. September 1948 um 15:13 Uhr der Turmhelm der Friedenskirche gesprengt. Danach fand man in der Kuppel eine verlötete Kupferbüchse mit Dokumenten, die in das städtische Archiv verbracht wurden. Trotz der Sprengung des Turmhelms musste am 12. März 1951 um den Turm der Friedenskirchenruine zum Schutz der Passanten vor Steinschlag ein Zaun gezogen werden.
Eine Rekonstruktion der Friedenskirche lehnte Architekt Hannes Mayer, der die Friedenskirche als unedle Ruine bezeichnete, ab. Auch die Idee, den Turm als Ruine, ähnlich der Kaiser-Wilhelm-Gedächtniskirche in Berlin, stehen zu lassen, fand kein Beachtung. Am 31. Januar 1952 einigten sich das Tiefbauamt und die Evangelische Gesamtgemeinde, die Ruine der Frauenkirche kurzfristig abzureißen. Die Kosten dafür sollten sich auf 60.000 bis 80.000 DM belaufen. Trotz einer öffentlichen Kontroverse darüber, ob der Chor der Friedenskirche mit dem Fresko „Das jüngste Gericht“ von Heinrich Altherr bewahrt werden könne, wurden am 22. Februar die Ruine der Friedenskirche und am 23. Februar 1952 die Reste des Turms der Kirche gesprengt. Die Sprengung galt vielen Bürgern der Stadt als eine der Bausünden Heilbronns. Der Standort der Kirche wurde im Gedenken an diese Kirche vom Kaiser-Wilhelm-Platz in Friedensplatz umbenannt.
Viele andere Ruinen erlitten dasselbe Schicksal wie die Friedenskirche und wurden gesprengt. Andere stürzten infolge starker Stürme ein, wie im Jahre 1948. So die Ruinen an der Oststraße 11, Friedrich-Ebert-Straße (Kaiserstraße), Herbststraße, Weststraße, Oststraße 105, Mönchseestraße 37 und die des arisierten Hauses Wilhelmstraße 26.

### Karmeliter-Konventshaus
In der Nachkriegszeit wurden auch Sakralbauten abgerissen. Am 12. April 1953 begann der Abbruch der Ruine des ehemaligen Karmeliter-Konventshauses am Kirchhöfle 1, wobei die Inschriftentafel mit den historischen Daten des Hauses in das Historische Museum gelangte.

### Neoklassizistische Friedhofshalle Breitenloch
In den 1960er-Jahren folgte der Abbruch der neoklassizistischen Friedhofshalle auf dem jüdischen Friedhof im Breitenloch.

### Synagoge Sontheim
1985 wurde die Synagoge in Sontheim wegen Baufälligkeit abgetragen.

### Kirche St. Cornelius und Cyprian
Die von Christian Leins gebaute Kirche St. Cornelius und Cyprian, ein neugotischer Sakralbau im Stadtteil Biberach, wurde 1985 zugunsten eines Neubaus abgerissen.

### Franziskanerkloster
Das Franziskanerkloster wurde ab 1272, die zugehörige Marienkirche ab 1290 errichtet. 1544 wurde das Kloster aufgehoben. Das Klostergebäude diente als Schule, die Marienkirche als evangelische Kirche. 1688 wurde die Kirche zerstört, bis 1727 wurde unter Baurat Johann Philipp Meyer lediglich deren Turm wieder errichtet. Das Klostergebäude diente weiterhin als Schule. 1925 wurde ein historischer Kreuzgang abgerissen, 1944 wurde das restliche Klostergebäude beim Luftangriff auf Heilbronn zerstört. Am 2. März 1954 fiel die Südmauer der Klosterkirche des Heilbronner Franziskanerklosters mit gotischem Fenster. Lediglich der Turm der Marienkirche, heute Hafenmarktturm genannt, ist als Denkmal erhalten.

### Klarakloster
Das Klarakloster befand sich einst an der Klarastraße. 1289 wurde es in Flein gegründet, 1301/02 nach Heilbronn verlegt. 1803 wurde das Kloster säkularisiert, 1889 wurde es abgebrochen. Die Westmauer des ehemaligen Klaraklosters wurde am 11. August 1955 entfernt. Dabei sollen auch Fundamentreste eines vermuteten vorstaufischen Wehrturms gefunden worden sein, die auch verloren gingen. Von dem Kloster ist heute lediglich noch ein Wandfragment erhalten.

### Chapel of the Three Stones
Die 1953 erbaute „Kapelle zu den drei Steinen“ befand sich in der von amerikanischen Truppen genutzten Badener-Hof-Kaserne (ehemals Ludendorffkaserne) an der Einsteinstraße. Im Altar waren jeweils ein Trümmerstein aus der evangelischen Kilians- und aus der katholischen Augustinuskirche sowie ein Stein aus der Stuttgarter Synagoge verbaut worden. Am 25. Februar 1993 wurde die Chapel of the Three Stones abgebrochen; heute befindet sich dort das Wohngebiet Badener Hof.

## Profanbauten

### Öffentlicher Profanbau

#### Museen
Zu den kulturgeschichtlich bedeutsamsten Verlusten durch den Zweiten Weltkrieg zählt der Verlust der verschiedenen Museen, bei deren Zerstörung auch der größte Teil der jeweiligen Sammlungen verloren ging. Neben dem Alfred-Schliz-Museum im Alten Friedhof wurden 1944 auch das Historische Museum in der Kramstraße mit dem Robert-Mayer-Zimmer, das Weinbaumuseum und das Bienenzuchtmuseum (Karlstraße 44) mit seiner einmaligen Sammlung von seit Beginn der geplanten Honiggewinnung verwendeten Imkerei-Gegenständen ein Raub der Flammen.
Das Robert-Mayer-Museum für naturwissenschaftliche Sammlungen war von 1935 bis 1944 neben dem Bienenzuchtmuseum im früheren Pensionat an der Karlstraße 44 untergebracht. Am 9. November 1948 beschloss der Bauausschuss des Gemeinderats, die Sandsteine der Giebelwand des Pensionats für den Wiederaufbau des im Krieg zerstörten Anwesens des Heilbronner Weingärtners Ernst Rechenkemmer an der Wollhausstraße 51 zu überlassen.

#### Verwaltungsbau der Ortskrankenkasse
Ein Haus des Gesundheitswesens war das im Juli 1913 von Emil Beutinger & Adolf Steiner errichtete Verwaltungsbau der Ortskrankenkasse, Allee 72, dessen Ruine am 20. April 1951 niedergelegt wurde.

#### Liederkranz-Haus
Heilbronn verfügte über zwei repräsentative Gebäude für Festlichkeiten der besseren Gesellschaft an der Allee. Der Festsaal der Gesellschaft des Liederkranzes wurde im Krieg zerstört und die Reste des Hauses am 20. April 1951 abgeräumt. Auch die Ruine der Festhalle der Gesellschaft der Harmonie wurde 1954 abgebrochen.

#### Neue Kanzlei und Syndikatsgebäude
Errichtet durch Baumeister Hans Kurz ab 1593, östlich angrenzend an das Rathaus (wo sich heute der auf Pfeilern ruhende Teil des Rathaus-Anbaus befindet). Kurz hatte 1579 bis 1582 bereits das Rathaus umgestaltet und 1590 bis 1593 einen nördlichen Anbau errichtet. Die um acht Meter gegen das Rathaus zurückgesetzten Amtsgebäude vervollständigten den Rathauskomplex, wie er bis zur Zerstörung 1944 bestand. Die Neue Kanzlei war ein dreistöckiger Flügelbau mit Zwerchgiebel nach Süden. Im Giebelfeld war ein reichsstädtischer Adler, der von vier Figuren umrahmt wurde. Im Inneren der Neuen Kanzlei ist insbesondere der Mittelstock erwähnenswert, der als Halle mit rippenlosem Kreuzgewölbe ausgeführt war. Das Syndikatshaus war vermutlich das Amtshaus der reichsstädtischen Juristen (Syndici). Das dreistöckige, nach Süden (zum Marktplatz) hin ausgerichtete Gebäude besaß einen prächtigen Renaissancegiebel und vielfältigen Bauschmuck. Im Syndikatshaus wurde nach dem Übergang zu Württemberg 1803 das Oberamt Heilbronn eingerichtet, dessen Oberamtmann bis 1819 auch Vorsitzender des Stadtgerichts war und die Ratshoheit hatte. 1878 wurde der Sitz des Amtes in einen Neubau verlegt, worauf das Syndikatsgebäude auch als Altes Oberamt bezeichnet wurde. Sowohl Neue Kanzlei als auch das Syndikatshaus wurden am 4. Dezember 1944 zerstört und nach dem Krieg durch den heutigen Rathaus-Anbau ersetzt.

#### Kraichgauarchiv
Seit 1619 hatte der Ritterkanton Kraichgau seine Kanzlei in Heilbronn. Da der Rat dem Ritterkanton Eigentum in Heilbronn verwehrt hatte, erbaute die Stadt Heilbronn unter Bürgermeister Georg Heinrich von Roßkampff durch den Baumeister Johann Christoph Keller 1784 am Hafenmarkt das Kraichgauarchiv im Rokokostil, um es dem Kanton zu vermieten, der es bis zur Auflösung der Reichsritterschaft 1806 als Archiv und Verwaltungsgebäude nutzte. Von 1813 bis 1854 war im Gebäude die Poststation, danach die Kanzlei der Stadt Heilbronn, untergebracht. Am 4. Dezember 1944 wurde das Gebäude zerstört, die Ruinen wurden 1948 beseitigt. Später wurde an dieser Stelle das Bekleidungshaus Zimmermann erbaut.

#### Königliches Hallamt
Erbaut 1829 am Westufer des Wilhelmskanals. Zoll- und Lagergebäude für den Schiffsgüterumschlag, später Hauptzollamt.

#### Hauptbahnhof
Der erste Heilbronner Hauptbahnhof entstand 1873 nach Plänen von Conrad Schurr und Otto Bonhöffer westlich des erst 1848 erbauten Alten Heilbronner Bahnhofs, der rasch zu klein und durch seine dem Neckarufer zugewandte Kopfbahnhoflage auch unpraktikabel geworden war. Der Hauptbahnhof war ein 143 Meter langes, schlossartiges Gebäude im Stil des Historismus. Ein zweigeschossiger Mittelbau mit Dreiecksgiebel wurde von eingeschossigen Zwischenflügeln mit dreigeschossigen Kopfbauten verbunden. Der Bau erinnerte stark an italienische Renaissancebauten. Zum Bauschmuck zählten außerdem Städtewappen, verzierte Schlusssteine und vollplastische Portrait-Büsten sowie eine große Uhr im Giebel des Mittelbaus. Der Hauptbahnhof brannte am 4. Dezember 1944 aus. Im Jahre 1956 folgte der Abbruch. Es folgte ein Neubau, der heutige Heilbronner Hauptbahnhof.

#### Hauptpostamt
Am 15. Oktober 1875 wurde das Hauptpostamt in der Unteren Neckarstraße am Neckarufer nahe der Neckarbrücke eröffnet. Das Gebäude war ein dreistöckiger, schlossartiger Backsteinbau mit zwei Ecktürmen mit achteckigem Kuppelaufsatz, der von Schurr & Bonhöffer entworfen und gebaut wurde. Die beiden Ecktürme flankierten das Gebäude und bildeten eine einheitliche Fassade zum Neckar hin. Die beiden Ecktürmchen wurden 1901 durch einen dritten Turm in der Mitte der Fassade ergänzt. Dieser Turm war ein Telephonträger im Stil des Eklektizismus, der dem Gebäude aufgesetzt wurde. Das Hauptpostamt wurde am 4. Dezember 1944 zerstört. Zum neuen Hauptpostamt wurde nach dem Krieg die vor 1930 erbaute und wiederhergestellte Neue Post an der Allee.

#### Stadttheater
Das alte Stadttheater war der Vorgängerbau des heutigen Heilbronner Stadttheaters. Es wurde mit Geldmitteln aus der Bürgerschaft und nach Plänen von Theodor Fischer von 1911 bis 1913 errichtet und hat den Zweiten Weltkrieg vergleichsweise wenig beschädigt überdauert. Notdürftig wiederhergestellt, diente es in den 1950er und 1960er Jahren verschiedenen Zwecken, bevor es 1970 gesprengt wurde.
Der als Teil der Gonser’schen Verkehrsplanung in den 1950er-Jahren realisierte Alleenring wurde unter dem Baubürgermeister Herbert Haldy und dem Leiter des Stadtplanungsamtes Rasso Mutzbauer in den 1970er-Jahren erneut umgestaltet, wobei auch hier Kristallisationspunkte an historischer Stelle der Berliner Platz und der Wollhausplatz waren. Die Stadtplaner wollten, dass auch die Innenstadt bis 1980 ein großstädtisches Stadtbild erhalten sollte. Als wichtigste Projekte galten hierbei zwei Einkaufszentren am Wollhausplatz und am Berliner Platz, wobei die Allee die wichtigste Verbindung zwischen diesen beiden Einkaufszentren sein sollte. Am Berliner Platz wurde das alte Theater zugunsten eines neuen Einkaufszentrums und geplanten Neubaues am 18. Juli 1970 gesprengt.

#### Friedenspost

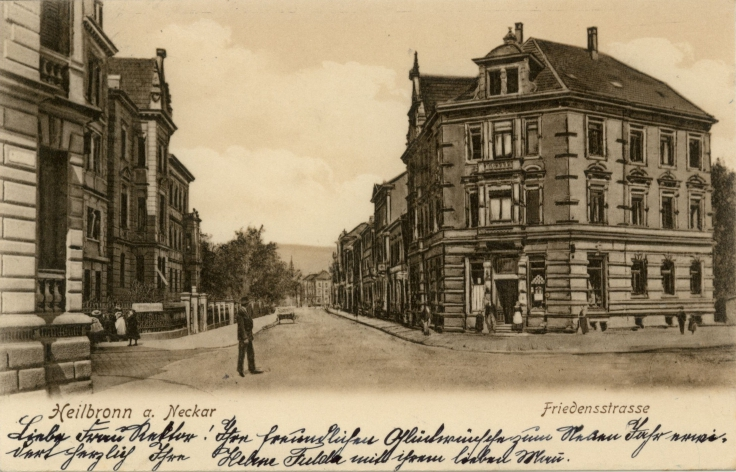
Heilbronn, Friedensstraße mit Friedenspostgebäude rechts.

1893 wurde die Friedenspost, die Zweigpoststelle I, eröffnet, die sich an der Ecke der Titot- und Friedensstraße (heute: Gymnasiumstraße) befand. Es war das zweite Gebäude (neben der Friedenskirche), das seinen Namen durch die Friedensstraße erhalten hatte. Der dreigeschossige Bau im klassizistischen Stil mit Erkern, Balkonen und Balustraden wurde nach dem Krieg mit einheimischem Sandstein restauriert, für Anwalts- und Arztpraxen verwendet und in den 1970er Jahren abgerissen.

#### Stadtbad
Der Bau des Stadtbads am Wollhausplatz wurde unter Max Rosengart und zwei anderer Kollegen während des Amtsenthebungsverfahren gegen OB Paul Hegelmaier beschlossen. Baubeginn war 1891. Die Einweihung des Stadtbades fand am 22. Oktober 1892 statt. Die Baukosten beliefen sich damals auf 280.000 Mark. Ein Teil der Baukosten wurden aus einer Stiftung des Heilbronner Kaufmanns Ernst Achtung gedeckt. Entworfen wurde das Gebäude im wilhelminischen Barock von dem Architekten Peters aus Berlin.
1900/01 wurde das Bad erweitert, und es bekam ein Schwimmbecken für die weiblichen Gäste. Weiterhin waren dort Dampfbäder, Schwitzräume und Badewannen vorhanden. Am 6. September 1934 wurde ein Zutrittsverbot für jüdische Bürger im Stadtbad verlangt, weil sich dieses zu einer Synagoge-Nebenstelle entwickelt habe. Am 4. Dezember 1944 wurde das Gebäude beim Luftangriff auf Heilbronn zerstört.
Nach dem Zweiten Weltkrieg erfolgte die Rekonstruktion des Gebäudes im Heimatstil. Das Eingangsportal wurde dabei seines pompösen Tympanons entledigt und durch schlichte quadratische Sandsteinsäulen ersetzt. Insgesamt wirkte das Gebäude nach dem Krieg wie ein Thermalbad des antiken Roms. Das Bad wurde am 21. Dezember 1950 wieder eröffnet. Am 19. Februar 1972 musste das Gebäude dem Neubau des Wollhauszentrums und der damit verbundenen großflächigen Umgestaltung des Wollhausplatzes weichen. Ein neues Stadtbad wurde am Bollwerksturm erbaut.
Die Sprengung des alten Bades wurde mit einer neuen städtebaulichen dominanten Überbauung begründet, die Heilbronn als Einkaufsstadt und Oberzentrum Region Franken repräsentieren sollte. Als einziger stimmte im Heilbronner Gemeinderat Willy Schwarz dagegen, wobei er den Eingriff ins Stadtbild als brutal kritisierte und glaubte, die Stadt werde ihre Tradition verlieren. Noch Jahre später erinnerten Heilbronner Bürger sich an das alte Stadtbad am Wollhausplatz und das alte Theater am Berliner Platz und mahnen, das Alte in der Stadt zu erhalten und nicht alles zu zerstören.

#### Altes Harmoniegebäude
Das Harmoniegebäude war ein Gesellschaftshaus mit Festhalle an der Allee 32. Es zählte zu den Prachtbauten an der Heilbronner Allee und war eine von 1876 bis 1878 erbaute repräsentative Festhalle für die bessere Gesellschaft der Stadt in der Zeit vor dem Ersten Weltkrieg. Nach der Zerstörung des Gebäudes im Zweiten Weltkrieg wurde an seiner Stelle eine von Kurt Marohn entworfene neue Harmonie errichtet.

#### Haus Fleiner Straße 26

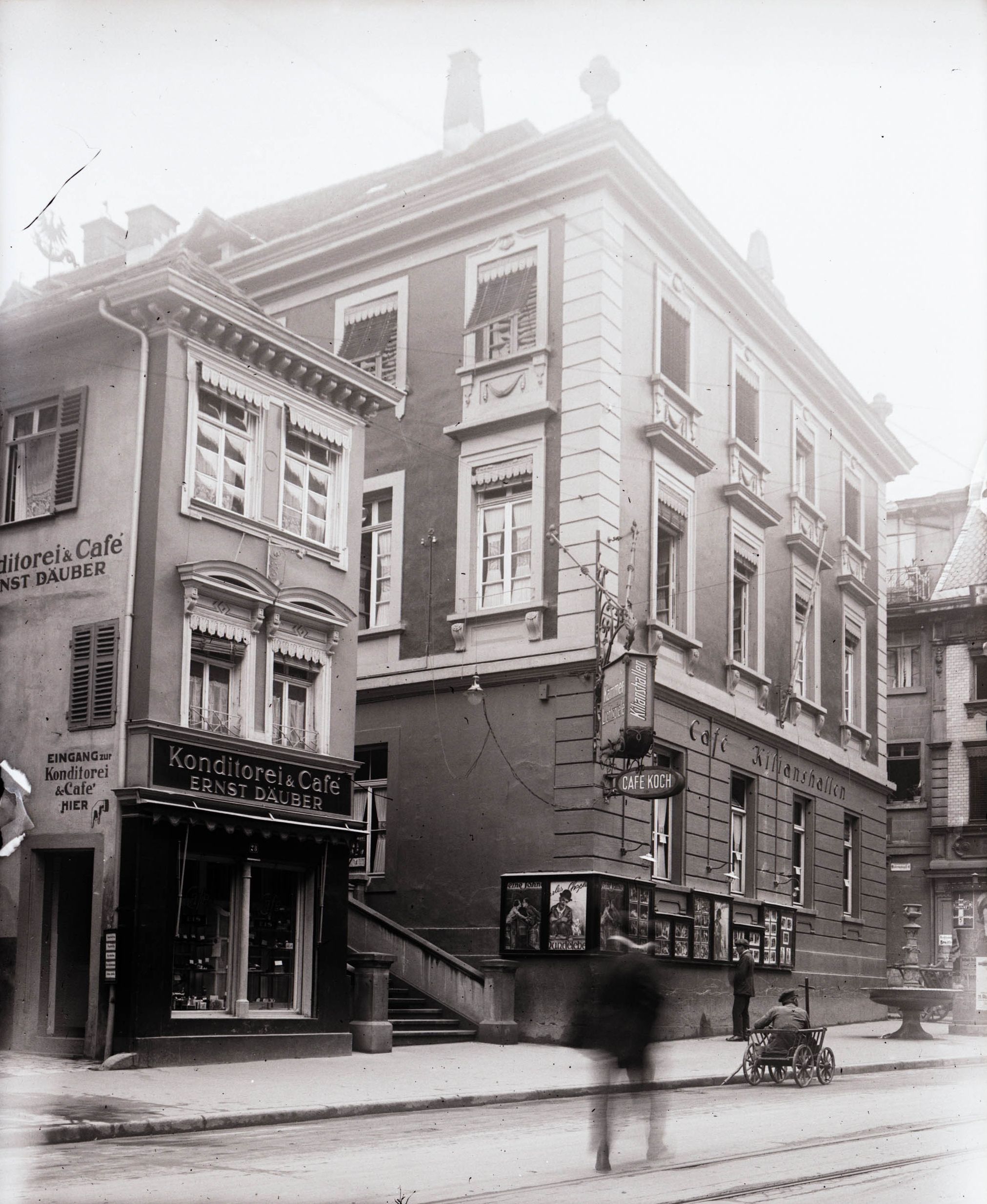
Das Haus Fleiner Straße 26 um 1926

Das Haus Fleiner Straße 26 wurde 1792 von Baumeister Krutthofen aus Zweibrücken für den späteren Archivar August Uhl erbaut und stand spätestens seit 1927 unter Denkmalschutz. 1898 erwarb die Brauerei Cluss das Haus, die 1900 den Kilianshallen genannten großen Saal anbaute. 1919 eröffneten dort die Kammer-Lichtspiele, die 1927 zum Filmpalast Kilianshallen erweitert wurden. Ab 1931 hieß das Kino Ufa-Palast. 1944 wurde das Gebäude zerstört, 1949 als Kino mit Restaurant, Café und Büros sowie Wohnungen wiedererbaut. 1963 baute Kaiser’s Kaffeegeschäft das Kino in ein Lebensmittelgeschäft und ein Parkdeck um.

#### Moltkekaserne
Erbaut in der Bismarckstraße ab 1880, belegt ab 1883 mit Teilen des 4. Württembergischen Infanterieregiments 122. An dieses Regiment erinnern heute noch Ehrenmäler im Friedenspark. Die Garnison wurde 1921 aufgelöst. Nutzung durch die Wehrmacht und Umbenennung in Moltkekaserne im Jahr 1934. Das Gebäude überdauerte den Luftangriff beschädigt und wurde 1948 in Frankenhof umbenannt. 1952 war der Frankenhof die größte Ruine, die relativ unbeschadet den Krieg überstanden hatte. Diskussionen über den Wiederaufbau fanden noch lange statt:

„Nachdem der Einreißtrupp sich selbst in Heilbronn nicht mehr viel übrig gelassen hat, ist die Moltke-Kaserne, jetzt Frankenhof genannt, die größte Ruine, die an die Schreckensnacht des Krieges erinnert. Da sie nicht der Stadt, sondern dem Staat gehört, dauert die Entscheidung über ihr Schicksal entsprechend länger. An den Gerüchten, dass die Kaserne wieder aufgebaut werden soll, ist jedenfalls kein wahres Wort. Wenn einmal an einen Wiederaufbau gedacht wird, so wird man sicher das alte Gemäuer ganz einreißen, so trutzig die zinnenbekrönten Türmen jetzt auch noch wirken“

Am 18. Juni 1955 wurde damit begonnen, die Moltkekaserne an der Kernerstraße abzutragen, die 1878 erbaut worden war.

#### Ludendorffkaserne
Erbaut 1935 in der Ludendorffstraße (heute: Einsteinstraße) durch die Wehrmacht, diente die Kaserne nach 1945 als Lager für Flüchtlinge und wurde 1948 in Badener-Hof-Kaserne umbenannt. Von 1952 bis 1992 belegten amerikanische Truppen die Anlage. Nach deren Abzug erfolgte 1994 der Abriss und die Neubebauung als Wohngebiet Badener Hof.

#### Schlieffenkaserne
Wie die Ludendorffkaserne 1935 von der Wehrmacht in der Schlieffenstraße (heute: John-F.-Kennedy-Straße) erbaut, wurde sie nach dem Krieg als Übergangslager genutzt und 1948 in Hessenhof umbenannt. Von 1952 bis 1992 war die Kaserne durch amerikanische Truppen belegt und wurde in Wharton Barracks umbenannt. 1992 erfolgte ein Teilabriss der Gebäude, seit 1999 Neubebauung als Businesspark Schwabenhof.

#### Priesterwaldkaserne
1936 von der Wehrmacht als vierte und letzte Kaserne in Heilbronn in der Nachbarschaft der Schlieffenkaserne in der Tiroler Straße (heute: Charlottenstraße) errichtet, war sie nach dem Krieg Übergangslager und wurde 1948 in Schwabenhof umbenannt, 1952 bis 1992 Teil der Wharton Barracks, nach 1992 Asylbewerberheim, anschließend Abriss. Seit 1999 Neubebauung als Businesspark Schwabenhof.

#### Jägerhaus-Krankenhaus
Erbaut 1896 als Militärlazarett in der Jägerhausstraße, von der Wehrmacht 1938 bis 1940 vergrößert. Nach dem Krieg städtisches Krankenhaus. Nach 1989 Umzug des Krankenhausbetriebs in den Neubau am Gesundbrunnen, anschließend Abriss. 2000 wurde die Klinik an der Jägerhausstraße abgerissen, ein ehemaliges Garnisonslazarett, das nach dem Ersten Weltkrieg von der kommunalen Ortsverwaltung aufgekauft worden war. Heute ist das Gelände mit einer Wohnsiedlung überbaut.

### Privater Profanbau

#### Andere Ruinen
Viele andere Ruinen erlitten dasselbe Schicksal, wie das der Friedenskirche, und wurden gesprengt. Andere stürzten infolge starker Stürme ein, wie im Jahre 1948. So die Ruinen an der Oststraße 11, Friedrich-Ebert-Straße (Kaiserstraße), Herbststraße, Weststraße, Oststraße 105, Mönchseestraße 37 und die des arisierten Hauses Wilhelmstraße 26.
Im Jahre 1939 wurde das Haus Wilhelmstraße 26 im Rahmen der Arisierung für rund 30.000 RM an die Stadt verkauft, wobei der Einkaufswert 35.100 RM betragen hatte, und beherbergte dann die NSDAP-Ortsgruppe Rosenberg und die Wohnung des stellvertretenden Kreisleiters, Rektor Georg Zeller. Teile wurden an die Firma Weisert weiterverkauft. Im Krieg beschädigt, stürzte die Ruine nach einem starken Sturm am 9. Januar 1948 ein. Nach der Rückgabe des Hauses an seinen rechtmäßigen Eigentümer am 2. März 1950 erhielt Oppenheimer für die Nutzung seines Hauses 700 DM.

#### Verschiedene Gebäude in Böckingen
Verschiedene Gebäude in Böckingen wurden in der Nachkriegszeit ebenso abgerissen. April 1953 erfolgte der Abbruch der noch stehen gebliebenen Ruine des Gasthauses zur Sonne in Böckingen an der Ecke Stedinger-/Kirchstraße, gefolgt vom Abbruch der Alten Böckinger Turnhalle am 23. März 1954. Am 10. November 1954 wurde das ehemalige Schafhaus in Böckingen, eines der ältesten Gebäude im Ort, zugunsten einer Neuanlage der Schuchmannstraße beseitigt.

#### Industriebauten
Am 13. Juli 2009 wurde begonnen, das letzte der noch vorhandenen Gebäude der ehemaligen Papierfabrik Schaeuffelen abzubrechen. Es galt „zeitweise als modernste Papierfabrik Deutschlands“ und war „eines der wenigen Industriegebäude, das in dieser Form und aus dieser Zeit noch in Heilbronn erhalten ist.“

#### Handels- und Gewerbebank
Am 14. Dezember 1948 wurde auch die Ruine der Handels- und Gewerbebank an der Nordostecke Kaiserstraße/Allee bis auf das Erdgeschoss entfernt, wobei noch am 19. April 1953 dort eine Gemäldeausstellung von Hermann Busse stattfand.

#### Oberamtsgebäude an der Ecke Klara-/Hohe Straße
Am 31. August 1953 wurde auch die Ruine des ehemaligen Oberamtsgebäudes an der Ecke Klara-/Hohe Straße abgebrochen.

#### Deutschhof
Am 9. Dezember 1954 wurden zwei Giebel, ein Giebel im Kleinen Deutschhof und der zweite an der Eichgasse; der Deutschhof-Ruine abgebrochen.

#### Wagenhalle für die Straßenbahn in
1969 wurde eine 1928 erbaute Wagenhalle für die Straßenbahn in Neckargartach abgerissen.

#### Verlagshäuser

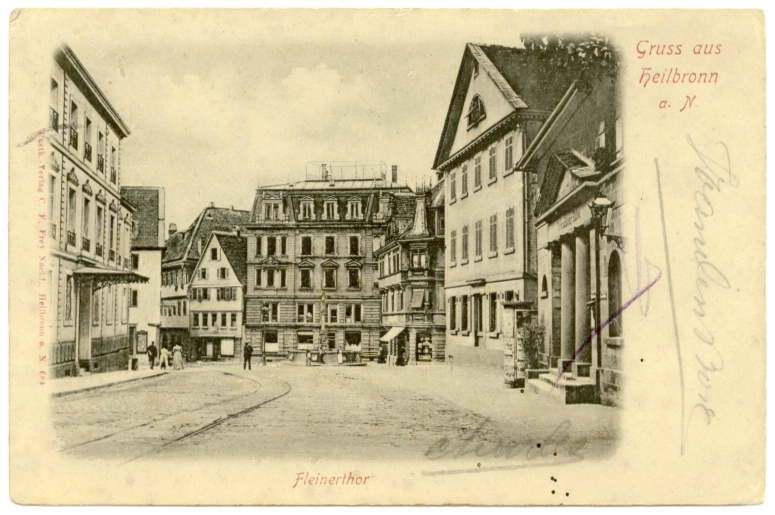
Fleiner-Tor-Häuschen rechts

Bedeutende Gebäude wurden als Ruinen erhalten und weiter genutzt; so das an der Hohen Straße 10–12 bzw. Klarastraße 18 befindliche und 1899 erweiterte Druck- und Verlagshaus des Kraemer-Verlags, Herausgeber der Neckar-Zeitung, des Heilbronner General-Anzeigers, von Dorf und Stadt und der Heilbronner Abend-Zeitung. Das im Jahre 1934 günstig von den Nationalsozialisten aufgekaufte Haus beherbergte in der Kriegszeit das Arbeits- bzw. Ernährungs- und Wohlfahrtsamt. Das im Krieg zerstörte Gebäude wurde in der Nachkriegszeit als Ruine erhalten, wobei diese am 14. Oktober 1948 bis zur Erdgeschosshöhe abgetragen wurde und dort die Firmen Vogelmann, Optiker Hänsch, die Geschäftsstelle der KPD Heilbronn und neun Läden untergebracht waren. Statt das Gebäude wiederaufzubauen, wurde am 21. Februar 1955 die Ruine bis auf die Fundamente entfernt. Das Druck- und Verlagshaus des Otto-Weber-Verlags befand sich bis 1928 im Gebäude der Gewerbe- und Höheren Handelsschule an der Nordostecke Weinsberger und Gartenstraße und wurde am 1. September 1948 teilweise abgetragen, wobei das Erdgeschoss erhalten blieb und weiter genutzt wurde.

#### Gebäude und Einrichtungen auswärtiger Herrschaften
Der Kaisheimer Hof an der Schulgasse 3–5 befand sich seit 1462 im Besitz des Klosters Kaisheim. Nach mehreren Zerstörungen zuletzt 1733 im Stil des Barock wiedererstanden, wurde der Klosterbesitz 1803 säkularisiert. An die im Zweiten Weltkrieg zerstörte Anlage erinnert heute lediglich das Wappen der Reichsabtei an der Sülmerstraße 24.
Der Schöntaler Hof geht bis auf das 14. Jahrhundert zurück und wurde als Pfleghof des Klosters Schöntal um 1600 umfassend umgebaut. Das Gebäude wurde im Zweiten Weltkrieg zerstört, ein erhalten gebliebenes Fassadenteil wurde 1949 gesprengt.
Auswärtige Herrschaften wie die Kraichgauer Ritterschaft, das Kloster Schöntal oder das Kloster Kaisheim hatten Besitzungen in Heilbronn. Das Kraichgauarchiv wurde im Krieg beschädigt und dessen Ruine bis zum 14. Dezember 1948 abgetragen. Das Gebäude war denkmalgeschützt und wurde am 9. Juni 1950 vom Landesamt für Denkmalpflege aus dem Verzeichnis der Baudenkmale gestrichen. Der Schöntaler Hof wurde beim Luftangriff auf Heilbronn zerstört, wobei die Südmauer des Schöntaler Hofes an der Deutschhofstraße 13, die als einziger Fassadenteil den Luftangriff überstanden hatte, am 25. Januar 1949 gesprengt wurde. Eine an der Nordmauer befindliche steinerne Gedenktafel, die an den Aufenthalt des Kaisers Karl V. 1546/1547 im Schöntaler Hof erinnerte, und eine Konsole aus dem 16. Jahrhundert konnten vor der Sprengung geborgen werden. Die Ruine des im Krieg zerstörten Kaisheimer Hofes wurde abgebrochen, obwohl ein am 9. November des Jahres 1947 herausgegebener Bebauungsplan des Prof. Hans Volkart, die Rekonstruktion des Gebäudes vorsah.

#### Patrizierhäuser

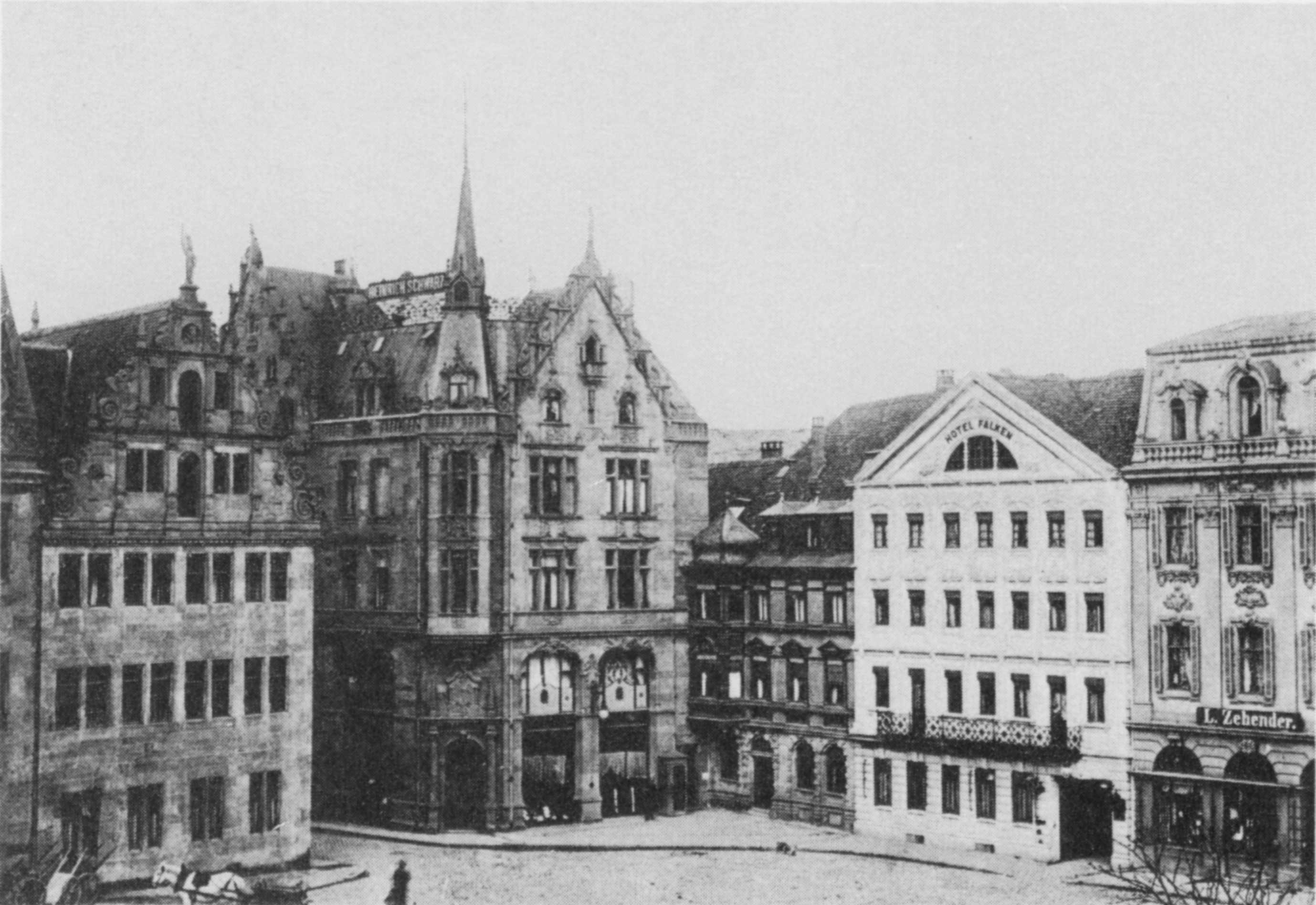
Haus Schwarz
(2. v. links)

Bedeutende Patrizierhäuser wie der Familien Aff, Imlin, Rauch und Schwarz schmückten die alte Stadt und wurden beim Luftangriff auf Heilbronn zerstört. Die noch erhalten gebliebene Nordgiebelwand des Gasthauses zur Sonne, einst Patrizierhof Aff wurde am 28. Februar 1949 abgetragen. Auch das Imlin’sche Haus stand in großen Teilen noch und wurde entfernt. Am 26. Februar 1948 wurden die Innenmauern und am 1. September 1948 die erhalten gebliebene Fassade des Rauch’schen Palais abgebrochen, obwohl ein am 9. November des Jahres 1947 herausgegebener Bebauungsplan des Prof. Hans Volkart die Rekonstruktion des Gebäudes vorsah. Der Wiederaufbau des Schwarz’schen Palais wurde aus städtebaulichen Gründen nicht genehmigt und 1950 erfolgte der Abbruch der erhalten gebliebenen Gründerzeit-Fassade am Marktplatz, wo heute der Rathaus-Anbau steht.

#### Villenarchitektur
Heilbronn verfügte über eine zum Teil überregional bedeutende Villenarchitektur des ausgehenden 19. und beginnenden 20. Jahrhunderts, die unmittelbar im Süden der historischen Altstadt entstand. Beim Luftangriff auf Heilbronn und in der Nachkriegszeit gingen „unzählige hochkarätige“ Villen verloren. So wurde am 1. September 1948 die Ruine der 1867 im italienischen Landhausstil errichteten Villa Härle am Synagogenweg, abgebrochen. 1970 ging mit dem Abbruch der Villa Rümelin in der Lerchenstraße 74, eine Arbeit von Hermann Muthesius verloren. 1973 folgte der Abbruch der Villa Pfleiderer, errichtet 1907/1908 von den Architekten Emil Beutinger & Steiner für den Fabrikanten Walter Brüggemann.

#### Ladenbauten
Die vom Oktober bis Mitte Dezember 1948 von der Firma Ensle errichteten Ladenbauten auf dem Areal des früheren Rauch’schen Palais am Marktplatz wurden 1968 wieder abgebrochen. Im September 1956 erfolgte, nachdem die Verträge mit den Mietern abliefen, der Abbruch der Ladenbauten an der Ecke Wollhaus-/Klarastraße. Bereits am 8. März 1954 war das Grundstück an die Kreissparkasse Heilbronn verkauft worden. In der Fleiner Straße befand sich von 1951 bis 1968 das nach Plänen von Egon Eiermann und Robert Hilgers erbaute Kaufhaus Merkur. Das Gebäude war der erste Nachkriegs-Neubau des Unternehmens, musste jedoch bereits nach 17 Jahren dem Horten-Gebäude weichen. Die Ladenzeilen an der Bahnhofsstraße im Bauhausstil, die 1928 als 100 m langer, eingeschossiger Bau mit zweigeschossigen Teilen an den Enden und in der Mitte, errichtet worden waren, wurden 1989 abgerissen.

#### Hohkrähe

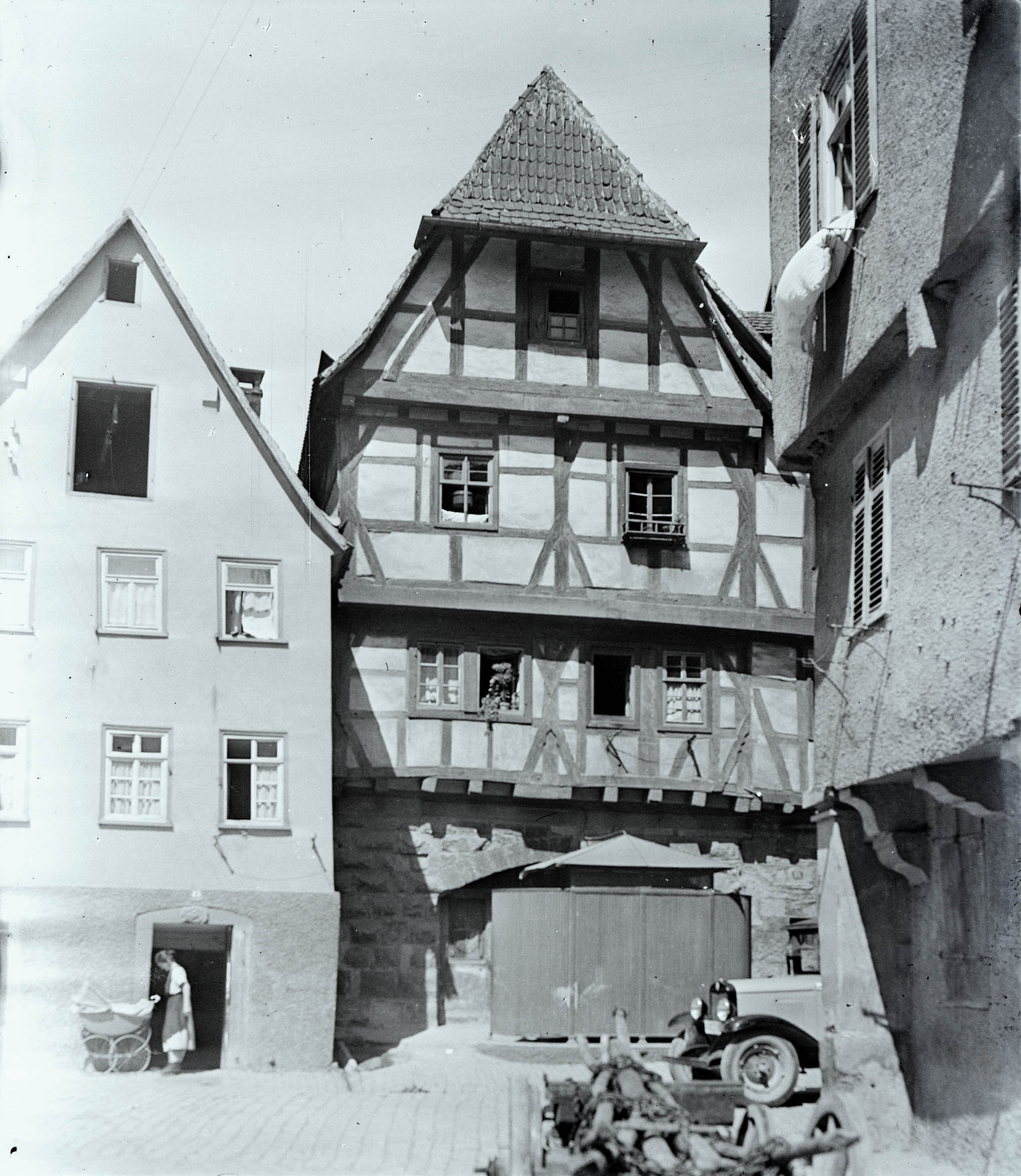
Die Hohkrähe

In der Fischergasse 47 befand sich ein im Volksmund als Hohkrähe bezeichnetes Fachwerkhaus mit Krüppelwalmdach, das um 1400 auf den Fundamenten des Burgentores (später auch: Sau- oder Tränktor) errichtet worden war. Durch das Erdgeschoss des Hauses floss einst der Kirchbrunnenbach und durch das Tor wurde das Vieh zur Tränke an den Neckar getrieben. Das Haus markierte den Standort der ältesten Heilbronner Neckarbrücke, die um 1350 etwas weiter nördlich durch eine neue Brücke mit Brückentor ersetzt wurde. 1691 diente das Gebäude nochmals als Tor einer hölzernen Behelfsbrücke, nachdem die steinerne Neckarbrücke durch Eisgang zerstört worden war.

#### Lachmannsches Haus
In der Klostergasse 4 befand sich bis zur Kriegszerstörung ein stattliches Patrizierhaus, das 1526 dem Reformator Johann Lachmann gehörte. Das Haus war an einem Torbogen auf 1433 datiert und damit das frühest datierte Haus der Stadt. Auch das benachbarte Gebäude Klostergasse 2 soll ein ähnliches Alter gehabt haben.

#### Orth’sches Haus
Die Orth ließen sich 1551 das Orth’sche Haus in der damaligen Kramstraße (später Kaiserstraße 20) in fränkischen Fachwerkweise auf einem steinernen Erdgeschoss in den Überresten eines Steinhauses bauen. Die Familie stellte, beginnend mit Philipp Orth sechs Bürgermeister von Heilbronn.
Die Ratsprotokolle sprechen von dem Haus „auf dem abgebrannten“. Damit könnte das 1535 abgebrannte alte Heilbronner Rathaus an der Ecke Kaiserstraße/Mosergasse gemeint gewesen sein. Die Mosergasse entstand erst im späten 16. Jahrhundert, als die Kirchbrunnenstraße in Heilbronn zugebaut worden ist. Das Haus ist auf alten Fotos gut zu erkennen. Es war das einzige Haus in der Kaiserstraße Nähe Kasernengasse, das zwischen alten Mauern rechts und links des Hauses „eingeklemmt“ dastand und auf der Grundlage einer alten Vereinbarung auch weiter als die anderen Häuser in die Kaiserstraße hineinragen durfte. Die steinerne Hausfassade des Vorgängerbaus gegen die Kaiserstraße war nicht mehr vorhanden und so wurde die Fachwerkfassade des Orth’schen Neubaus zwischen den beiden stehengebliebenen, seitlichen staufischen Mauern errichtet. Bei Grabungen 1951 wurden die Fundamente des staufischen Steinhauses erneut nachgewiesen.
Bis 1901 war im steinernen Erdgeschoss ein gotisches Kreuzgewölbe vorhanden, das dann jedoch beim Umbau zum Modehaus Zügel abgerissen wurde. Das umgebaute Haus wurde 1944 zerstört.

#### Imlin’sches Haus
Das Imlinsche Haus war ein Patrizierhaus aus dem 16. Jahrhundert in der Kirchbrunnenstraße, erbaut um 1580 für Bürgermeister Clement Imlin. Die ersten drei Geschosse waren massiv aus Sandstein erbaut, die weiteren drei Dachgeschosse waren als alemannisch-fränkischer Fachwerkgiebel ausgebildet. Eine weitere Besonderheit des Hauses war der Erker aus Sandstein, der von Hans Kurz ausgeführt wurde. Das Haus soll laut der Chronik auf älteren romanischen Säulen gestanden haben. Bekannt war auch die altdeutsche Weinstube Zum Käthchen, die sich im 19. Jahrhundert im Gebäude befand. Das Haus wurde völlig zerstört am 4. Dezember 1944.

#### Haus Siebeneich

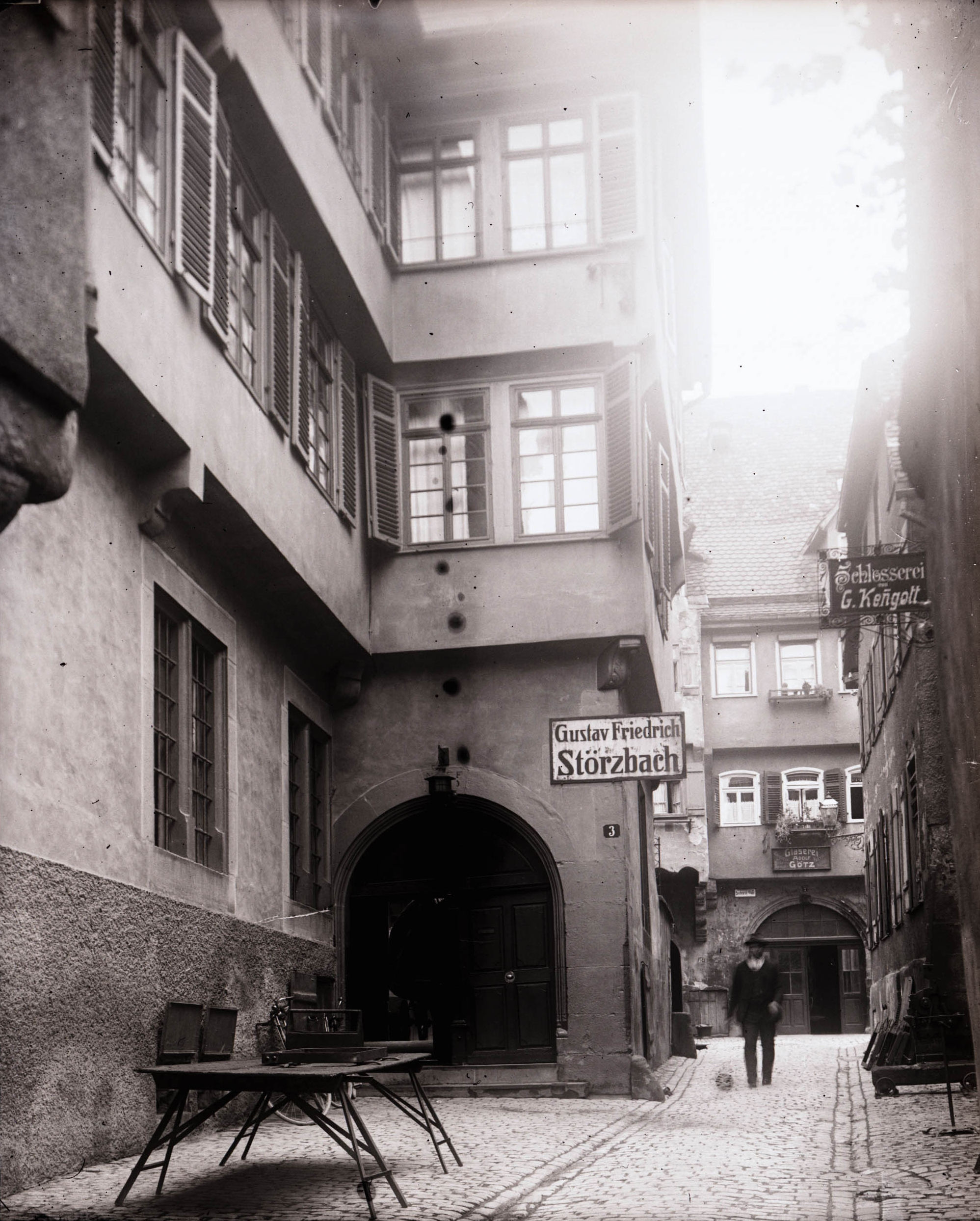
Haus Siebeneichgasse 3

Ehemals denkmalgeschütztes Patrizierhaus von 1581 in der Siebeneichgasse 1–7 mit überreichem fränkischen Fachwerkschmuck, der hinter Verputz verschwunden war. Die Gebäude des Komplexes waren durch große Vorkragungen und Zwerchhäuser geprägt, welche als Aufzugsgiebel gedient haben. Sie werden auf das Jahr 1430 datiert. Das Haus Nr. 5 hatte demnach Kragsteine die gotisch waren. Die Gotik kam dort in breit ausladenden, dreifachgeschwungenen Kragsteinen zum Ausdruck. Die Familie Siebeneich war seit 1374 in Heilbronn belegt, die Gasse trägt seit spätestens 1588 ihren Namen. Ein Zusammenhang mit den Herren von Siebeneich (bei Öhringen) ist naheliegend, aber nicht belegt. Aufgrund der großen und tiefen Gewölbekeller und eines christlichen Deckengemäldes im Treppenhaus wird ein Ursprung der Gebäude auch in Klosterbesitz vermutet. Zu den weiteren Besitzern des Anwesens zählte u. a. Bürgermeister Simon Weinmann der Ältere (1534–1606). 1815 bewohnte die Landvogtswitwe von Bühler, geborene Gräfin von Lerchenfeld, das Anwesen und wurde dort von Zar Alexander von Russland besucht. Das Gebäude beherbergte ab 1906 die Kolonialwarenhandlung von Gustav Friedrich Störzbach, mit eigener Druckerei und Schreinerei. Störzbach wählte in Anlehnung an den Firmensitz eine siebenästige Eiche als Firmenlogo. Das Haus Siebeneich wurde beim Luftangriff am 4. Dezember 1944 völlig zerstört, wobei der Firmengründer, seine Frau und sein Sohn zu Tode kamen.

#### Bläßsches Palais
Das Bläß’sche Palais wurde 1758 unter Bürgermeister Georg Heinrich von Roßkampff, vermutlich durch den Neckarsulmer Baumeister Wenger, südlich außerhalb der Stadtmauer (am heutigen Berliner Platz) als städtisches Arbeits-, Zucht- und Waisenhaus erbaut. Die Einrichtung wurde nach Roßkampffs Tod 1794 von der Stadt rasch wieder geschlossen. 1803 verkaufte man das Gebäude an den württembergischen Kurfürsten, der es durch Hofbaumeister Thouret zu einem königlichen Palais mit umgebendem Park umbauen ließ. 1828 kam das Anwesen an den Heilbronner Unternehmer C.B. Bläß, der eine Essig- und Bleiweißfabrik betrieb.
Als Arbeits-, Zucht- und Waisenhaus (Bläß’sches Palais) zählte es zu den Gebäuden und Einrichtungen der Sozialfürsorge. Im Krieg schwer beschädigt, stürzte die südöstliche Ecke des Palais am 5. Februar 1948 ein, woraufhin am 5. Oktober 1951 im Amtsblatt der Abbruch des Palais ausgeschrieben wurde.

#### Roßkampfsches Haus
Ebenfalls von Roßkampff erbaut und ab 1790 dessen Wohnhaus an der Präsenzgasse 16 (heute Ecke Allee/Kaiserstr.). Zerstört 1944.

#### Rauch’sches Palais
Das Rauch’sche Palais wurde 1804–07 an der Ecke Kaiserstraße/Marktplatz nach Plänen von Nikolas Alexandre de Salins de Montfort und Johann Jakob Atzel für die Großkaufleute Christian von Rauch (1752–1808) und Moriz von Rauch (1754–1819) erbaut. Die aufwändige Inneneinrichtung des Hauses entwarf Gottlob Georg Barth. 1877 im Stil der Neorenaissance von Robert von Reinhardt umgebaut. 1944 zerstört und dann durch einen wesentlich schlichteren Bau ersetzt. Nach dem Krieg wurden die Räume des Gebäudes vom 1888 gegründeten Stoffhaus Model genutzt, dessen Stammhaus in der Sülmerstraße 39 bis 1951 wiederaufgebaut wurde. Ende 1948 wurde das Rauch’sche Palais abgerissen.

#### Knorr-Verwaltungsbau

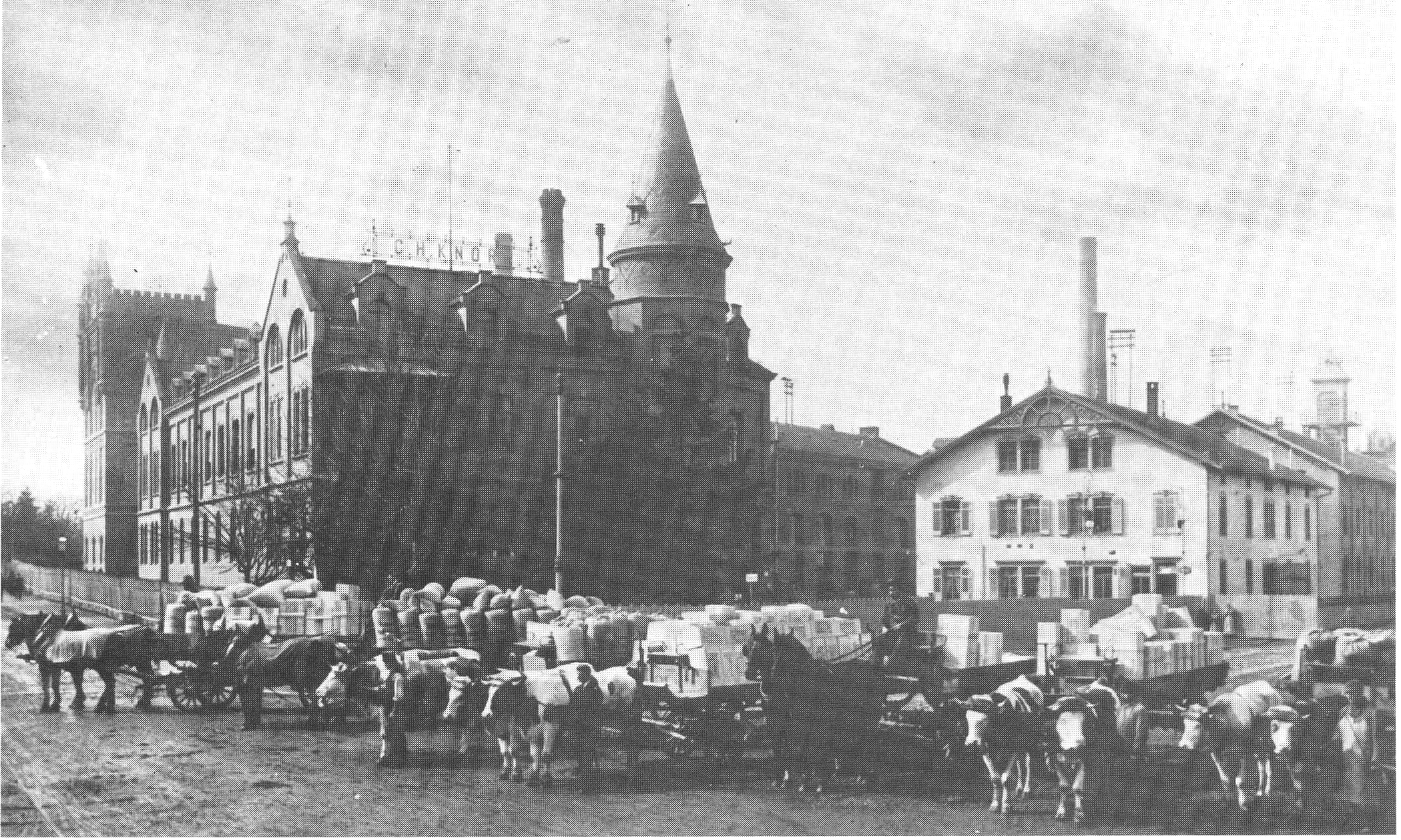
Das Knorr-Gebäude vor 1900

Der ehemalige Verwaltungsbau der Firma Knorr war ein schlossartiges Gründerzeit-Gebäude mit quadratischem, bezinnten Eckturm und zweitem, runden Turm mit Spitzdach. In dem Gebäude hatte auch das Kanalbauamt unter Otto Konz beim Ausbau des Neckarkanals 1921 kurzzeitig seinen Sitz.

#### Hotel/Café Royal
An der Ecke Bahnhof- und Roßkampffstraße wurde 1904 das Hotel Royal schlossartig im Stil des Eklektizismus mit neogotischen Ecktürmchen (Burgencharakter) und neobarocken Schweifgiebel und Erkern erbaut. 1944 beschädigt, erfolgte eine Rekonstruktion des Gebäudes als Café Royal, allerdings ohne das vierte Geschoss mit seinem barock anmutenden geschwungenen Schweifgiebel zu rekonstruieren. Berühmte Schachvereine sollen dort gastiert haben. In den 1950er-Jahren wurde das Café Royal zugunsten eines Neubaus abgerissen.

#### Weitere Gebäude
Zu den weiteren aus der Masse an zerstörten Gebäuden heraustretenden Gebäuden zählen das Gasthaus zur Sonne, das Schwarzsche Haus, das Haus Allee 70, das Haus Allee 72, das Haus Kaiserstraße 23 1/2, das Haus Kaiserstraße 27, das Haus Kaiserstraße 40, das Haus Wilhelmstraße 26 und die Wohnhäuser Innsbrucker Straße 27 und 29.

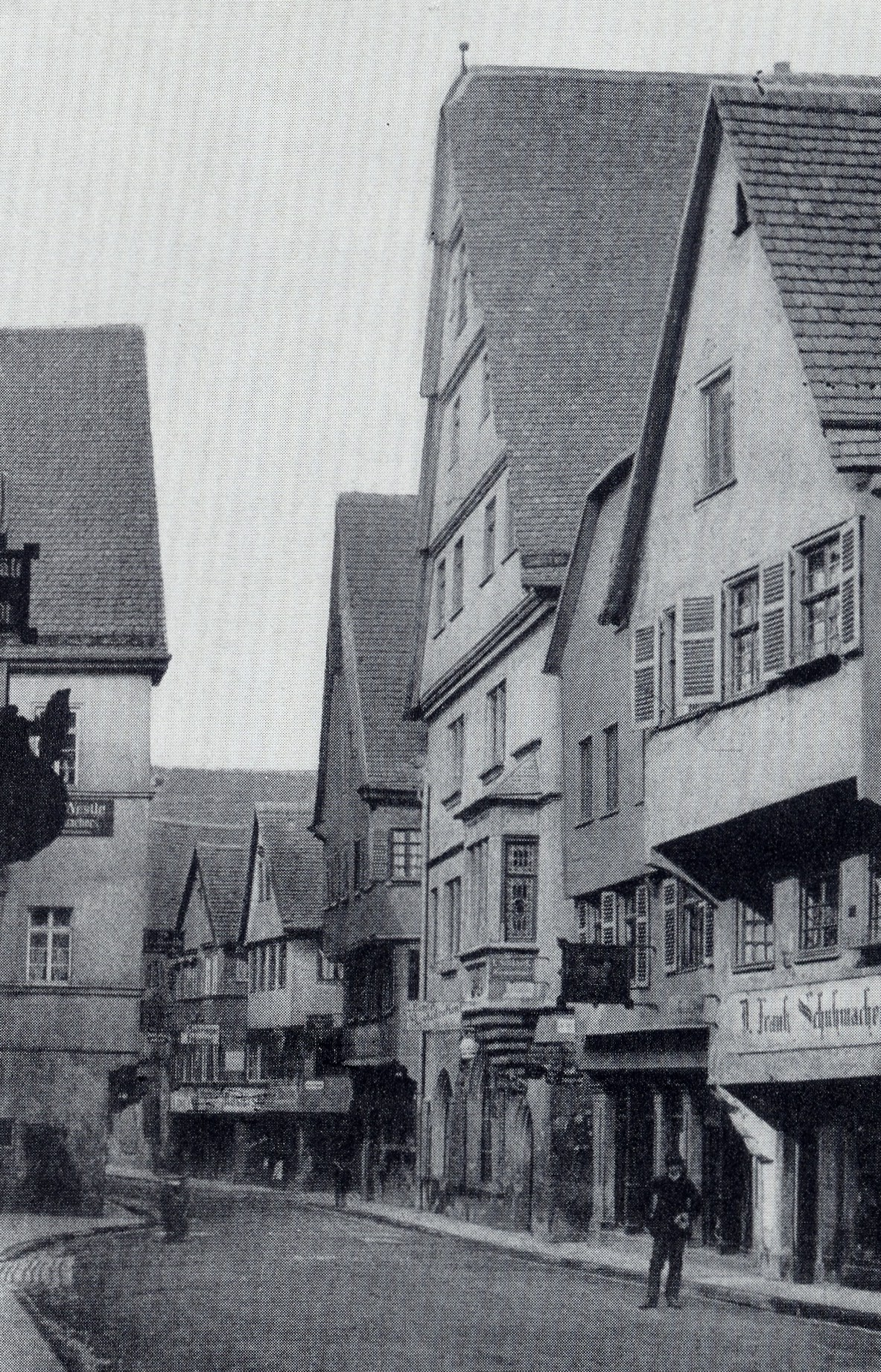
Imlin’sches Haus, Aufnahme von 1894
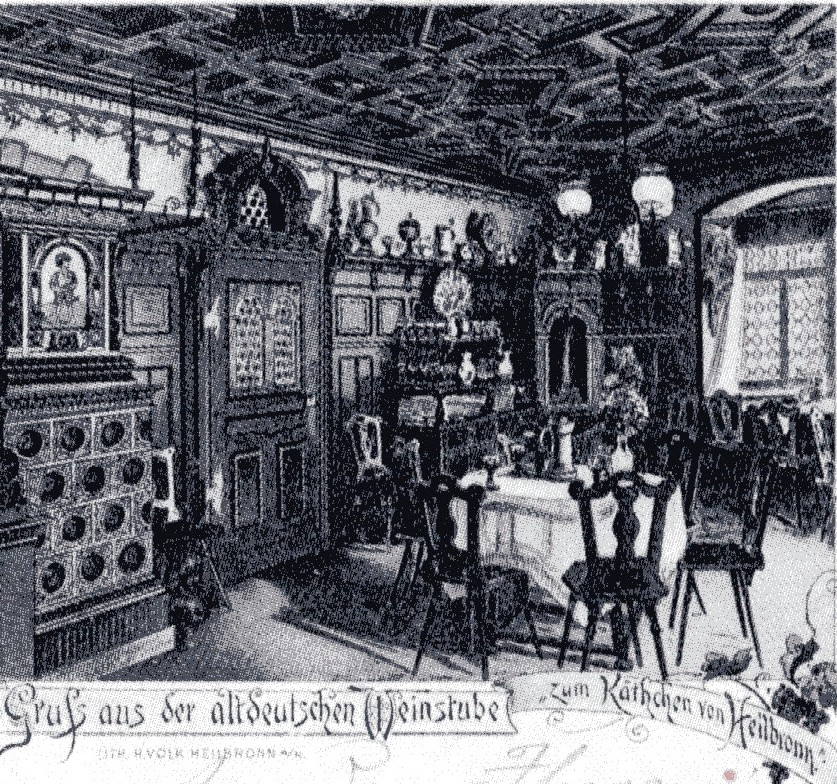
Imlin’sches Haus innen 1896
Haus Siebeneich (Weinmannsches Haus) neben dem Portal, mit Erker und Konsolen

## Andere Bauwerke

### Kaiser-Friedrich-Denkmal
Das Kaiser-Friedrich-Denkmal wurde 1918 eingeschmolzen. Damit ereilte es dasselbe Schicksal wie z. B. auch die Glocken der Pankratiuskirche in Böckingen oder die der Peterskirche in Neckargartach.

Kaiser-Friedrich-Denkmal

### Stadtbefestigung

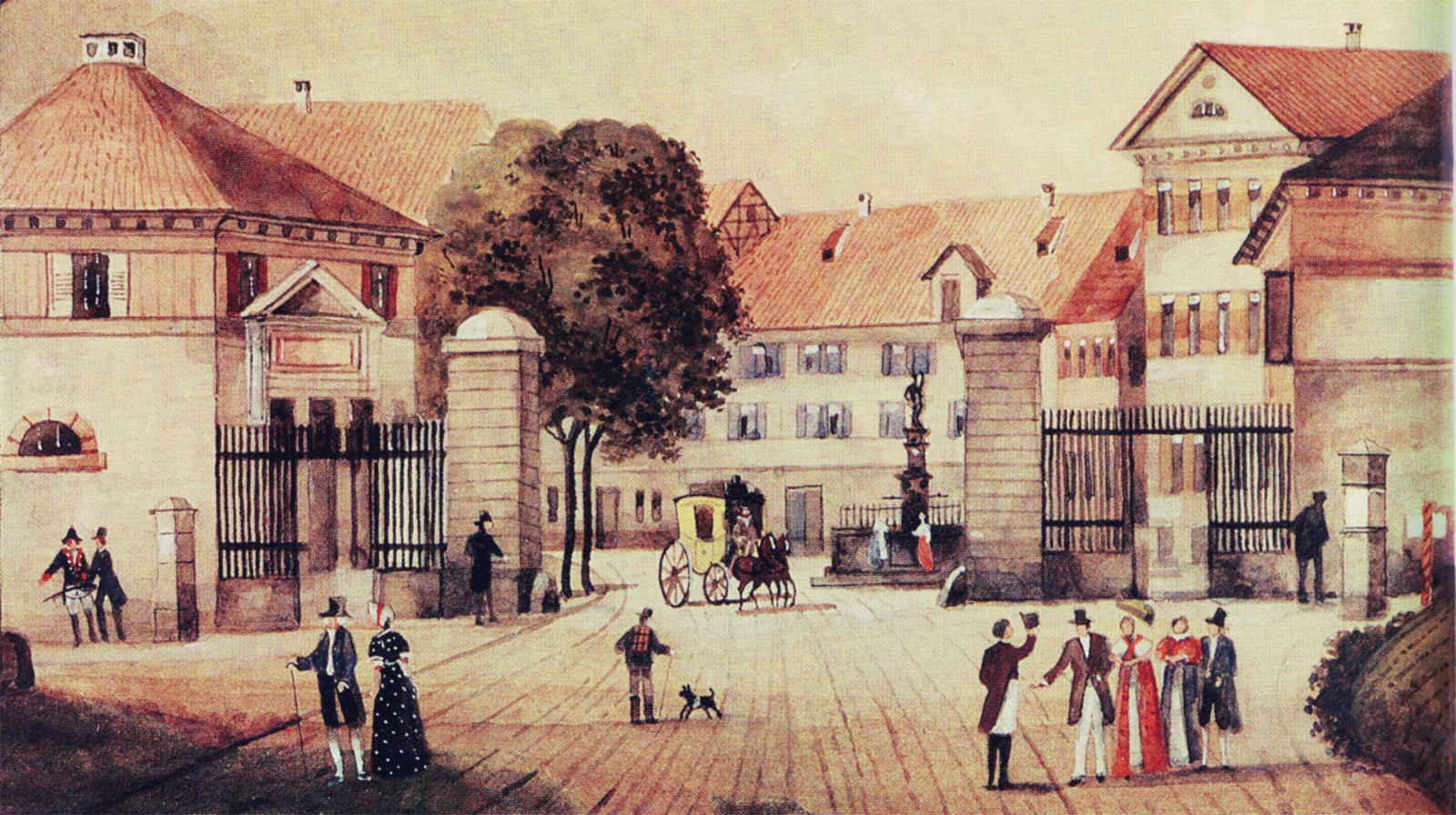
Das Fleiner Tor um 1820 (gemalt 1865/70)

Eine andere Ruine, die dasselbe Schicksal wie das der Friedenskirche erlitt und gesprengt wurde, war die mittelalterliche Stadtbefestigung der Stadt. Die ursprünglich 2400 m lange und Ende des 14. Jahrhunderts fertiggestellte Stadtmauer war seit 1804 – in verstärktem Maße 1849 – niedergerissen worden, um dem Verkehr Platz zu machen. Der am Neckarufer befindliche 110 m lange Rest wurde am 3. August 1949 gesprengt. Der zur Stadtbefestigung gehörende und erstmals 1324 urkundlich belegte Fleinertorturm wurde 1819/20 abgebrochen und an seiner Stelle ein Gittertor mit zwei Torwächterhäuschen gebaut. Obwohl am 11. November 1948 der Gemeinderat einstimmig beschlossen hatte, die Torwächterhäuschen am Fleinertor in alter Form wieder aufzubauen, wurden diese aufgrund eines Beschlusses des Innenausschusses des Gemeinderats am 13. Juni 1950 von der Landesbaudenkmalliste gestrichen und abgebrochen.